# Lenguas chádicas orientales
Las lenguas chádicas orientales incluyen 34 lenguas y dialectos (estimación del SIL) hablados en Chad y Camerún. Forma parte de las lenguas chádicas.

## Clasificación
Actualmente las lenguas chádicas orientales se agrupan en dos grandes grupos (subgrupo A y subgrupo B):
- Chádico oriental A
  - Sibine (A.1.1): mawer, mire, motun, ndam, somrai, tumak.
  - Miltu (A.1.2): boor, gadang, miltu, sarua.
  - Buso (A.1.3): buso.
  - Nancere (A.2.1): nancere, kimré, lele.
  - Gabri (A.2.2): gabri, kabalai, tobanga.
  - Kwang (A.3): kera, kwang.
- Chádico oriental B
  - Dangla (B.1.1): bidiyo, dangaléat (Dangla), jonkor bourmataguil, mabire, migaama, mogum, ubi, mabire.
  - Mubi (B.1.2): mubi, birgit, kajakse, masmaje, toram, zirenkel, jelkung[1]
  - ?? Kujargé[2]
  - Mokilo (B.2): mokilo.
  - Sokoro (B.3): Baréin, mawa,[3] saba, sokoro, tamki.

## Comparación léxica
Los numerales en diferentes lenguas chádicas orientales del grupo A son:
| GLOSA | Sibine           | Sibine         | Nancere-Gabri | Nancere-Gabri | Nancere-Gabri | Nancere-Gabri | Kwang-Kera         | Kwang-Kera | PROTO- CH. Or. A |
| GLOSA | Somrai           | Tumak          | Gabri         | Kimré         | Lele          | Nancere       | Kera               | Kwang      | PROTO- CH. Or. A |
| ----- | ---------------- | -------------- | ------------- | ------------- | ------------- | ------------- | ------------------ | ---------- | ---------------- |
| '1'   | mə́n              | mə̀n            | pɔ̀n           | pɔn           | pínà          | pə̀nà          | mə́ná               | mɪn        | *mən *pən-       |
| '2'   | sə́r              | hɛ̀             | wɔ̄            | wɔ            | sò            | sùwœ̀          | ɓásí               | raⁱ        | ?                |
| '3'   | súbù             | sùb            | sùbū          | subu          | súbà          | sàb           | sóópe              | sɪpaⁱ      | *sub-(?)         |
| '4'   | wōdə̄             | wōrī           | pɔ́rbú         | pɔrbu         | pórìŋ         | pə̄rí          | wááɗe              | wuɗaⁱ      | *faɗi            |
| '5'   | ʤì               | ùsì            | bài           | bai           | bài           | bài           | wííɗíw suŋku mə́ná  | wiʔyɪm     | *bai             |
| '6'   | kubì             | ùgì            | ʤī            | ʤi            | ménèŋ         | mə̀nə̀          | kə́nə́kí             | sɪdəəŋ     | ?                |
| '7'   | wúrgə́ súbù (4+3) | ɗáksùb         | ʤūrgú         | ʤurgəm        | mátòlíŋ       | màtàl         | sééɗa              | bʊkʊr      | ?                |
| '8'   | də̀ná sə́r (10-2)  | wāwār (2x4)    | mārgə́         | margə         | ʤurugù        | pə̄rpə̄ndə̄      | ásəgə̀n             | kaᵘda      | ?                |
| '9'   | də̀ná mə́n (10-1)  | bìsāmə̄n (10-1) | tə́ngɛ̄sə́       | diŋgɛsə       | ʧélà          | ʧélə̄          | támbə̀là            | bɪdaamna   | *                |
| '10'  | mwàʧ             | kwàr           | mɔ̀ʧ           | mʷɔʤ          | goro          | ɡùwàrə̀        | mán-hòr suŋku ɓásí | rukoᵖ      | *mwaʧ/ *gwar-    |
| '20'  | ɡíníɲ sə̀r        | dàb hɛ̀         | tɔ́də́ wɔ̄       | tɔrɔ wɔ       | goro sò       | gùwàr sùwœ̀    | hòr hòr ɓásí       | roo draⁱ   | *                |
| '30'  | ɡíní súbù        | dàb sùb        | tɔ́də́ sùbū     | tɔrɔ subu     | goro súbà     | tɔ́də́ sàb      | hòr hòr sóópe      | roo sɪpaⁱ  | *                |
| '40'  | ɡíní wōdə̄        | dàb wōrī       | tɔ́də́ pɔ́rbú    | tɔrɔ pɔrbu    | goro pórìŋ    | tɔ́də́ pə̄rí     | hòr hòr wááɗe      | roo wuɗaⁱ  | *                |
El siguiente cuadro compara algunos numerales para lenguas chásicas orientales del grupo B:
| GLOSA | Dangla-Bidiyo            | Dangla-Bidiyo | Dangla-Bidiyo     | Dangla-Bidiyo      | Dangla-Bidiyo | Mubi           | Mokilo (Mukulu) | Sokoro-Barein   | Sokoro-Barein      | Sokoro-Barein | PROTO- CH. Or. B |
| GLOSA | Bidiyo                   | Dangaléat     | Migaama           | Mogum              | Ubi           | Mubi           | Mokilo (Mukulu) | Baréin          | Mawa               | Sokoro        | PROTO- CH. Or. B |
| ----- | ------------------------ | ------------- | ----------------- | ------------------ | ------------- | -------------- | --------------- | --------------- | ------------------ | ------------- | ---------------- |
| '1'   | keʔeŋ (masc) kaɗʸa (fem) | ɾákkí         | káɗʸì             | kɛ̀ (masc) kā (fem) | piina         | fíní           | sò(ò)~só(ó)     | paniŋ           | pəni               | kétːì ker̃í    | *keɗ- *pən-      |
| '2'   | siɗì                     | sɛ́ːrɔ́         | sêːrà             | sɛ̀                 | muɗu          | sìr            | sìré            | sidi            | ɾap                | móɗù          | *ser-            |
| '3'   | subaŋ                    | súbbà         | súbbà             | sup                | suɓa          | súɓà           | áɗó             | subu            | sup                | súbà          | *sub-            |
| '4'   | paːɗaŋ                   | poːɗí         | póːɗí             | poːt               | poɗa          | fádà           | pìɗé            | pudu            | paːt               | paʔáɗà        | *paːɗ-           |
| '5'   | bèːʔeŋ                   | bɛːɗʸì        | béːɗʸá            | bei                | bɛːya         | bíɗʸà          | páː(t)          | dawsu           | biy                | biʔà          | *bɛːɗi           |
| '6'   | pénkeʔ                   | bidʸɡèɗʸ      | bízɡíɗʸì          | mik                | bɛːpɛne       | ìstàlà         | zóː(t)          | dasumaniŋ       | bʸaːpat            | bépini        | *5+1             |
| '7'   | píːsit                   | pɛ̀ɛ́sírà       | pàisárà           | paise              | bɛːmuɗu       | béːsír         | sárá(t)         | dasisidi        | bʸamat             | bémoɗù        | *5+2             |
| '8'   | porpoɗ (2x4)             | póɗpóɗ (2x4)  | póppóɗí (2x4)     | porpide (2x4)      | porpoɗa (2x4) | fàrbàt         | ɡésːírè         | dasusubu        | patpat (2x4)       | béʃíba        | *5+3             |
| '9'   | penda                    | parkà (10-1)  | pârnàkáɗʸì (10-1) | barkɛt (10-1)      | koipane       | férbínì (10-1) | ɡésːá(t)        | dasumpudu (5+4) | kʷapinikara (10-1) | bépʌɗʌ̀ (5+4)  | *10-1            |
| '10'  | ɔ̀rːɔ̀                     | ɔ̀rɔ̀kì         | ʔôrːò             | orːok              | orok          | kúrúk          | kòːmá(t)        | kur             | kʷaːyan            | ór̃kà          | *orok            |